# Football Club Cattolica 1983-1984
Questa voce raccoglie le informazioni riguardanti il Football Club Cattolica nelle competizioni ufficiali della stagione 1983-1984.

## Rosa
| N. |                   | Ruolo | Calciatore          |
| -- | ----------------- | ----- | ------------------- |
|    | Italia (bandiera) | D     | Alfiero Agostinelli |
|    | Italia (bandiera) | C     | Paolo Di Loreto     |
|    | Italia (bandiera) | A     | Roberto Ennas       |
|    | Italia (bandiera) | C     | Mauro Fasolo        |
|    | Italia (bandiera) | C     | Federico Gabban     |
|    | Italia (bandiera) | D     | Mauro Gabellini     |
|    | Italia (bandiera) | C     | Graziano Gori       |
|    | Italia (bandiera) | A     | Lino Grassi         |
|    | Italia (bandiera) | P     | Leonardo Lovari     |
|    | Italia (bandiera) | C     | Massimo Malatrasi   |

| N. |                   | Ruolo | Calciatore          |
| -- | ----------------- | ----- | ------------------- |
|    | Italia (bandiera) | C     | Stefano Marchetti   |
|    | Italia (bandiera) | C     | Renato Meneghetti   |
|    | Italia (bandiera) | D     | Alberto Pari        |
|    | Italia (bandiera) | D     | Mauro Perugini      |
|    | Italia (bandiera) | D     | Vittorio Pocorobba  |
|    | Italia (bandiera) | D     | Edgardo Sanchi      |
|    | Italia (bandiera) | D     | Vincenzo Scioletti  |
|    | Italia (bandiera) | C     | Pietro Scolamacchia |
|    | Italia (bandiera) | C     | Antonello Spinoccia |
|    | Italia (bandiera) | C     | Mario Stefanelli    |